# The Viking Planet
The Viking Planet zijn twee digitale musea in de Noorse plaatsen Oslo en Haugesund. Het interactieve museum in Oslo opende in 2019; dat in Haugesund in 2023.  De musea belichten de tijd van de Vikingen. Met behulp van virtual reality en hologrammen wordt de wereld van de Vikingen tot leven geroepen 